# Koninkrijk Ierland
Het koninkrijk Ierland was een staat in West-Europa – feitelijk een kroondomein van de Engelse koning – van 1542 tot 1 januari 1801, toen Ierland werd verenigd met het Koninkrijk Groot-Brittannië tot het Verenigd Koninkrijk van Groot-Brittannië en Ierland.
De staat werd geregeerd door de koningen van Engeland en (vanaf 1707) Groot-Brittannië. Het land was daardoor in personele unie met Engeland (1541-1707), Schotland (1603-1707), Groot-Brittannië (1707-1801) en Hannover (1714-1801).
Het Ierse parlement, met een lagerhuis (House of Commons) en hogerhuis (House of Lords), zetelde in Dublin. Het Ierse parlementsgebouw uit 1729 was het eerste parlementsgebouw ter wereld dat speciaal voor dat doel was gebouwd.
De feitelijke macht was echter in handen van de gouverneur, de Lord Lieutenant of Lord Deputy, ook wel viceroy (onderkoning) genoemd. Hij bestuurde Ierland in naam van de koning. Deze functie was traditioneel in handen van de earls van Kildare.
De arme, voornamelijk rooms-katholieke bevolking van Ierland werd bestuurd door een kleine protestantse, Iers-Engelse elite. Dit leidde tot gewelddadige conflicten, waaronder de opstanden in 1641, 1689-1691 en 1798.

## Geschiedenis
Het koninkrijk Ierland kwam voort uit de Heerlijkheid Ierland (Lordship of Ireland). Na de Normandische verovering van Ierland in 1171 werd het land een heerlijkheid die direct onder de Engelse kroon viel. De heerlijkheid Ierland bleef bestaan tot 1541. Nadat koning Hendrik VIII zich afscheidde van de Rooms-Katholieke Kerk, liet hij zich in dat jaar door het Ierse parlement tot koning van Ierland verkiezen. Door de titel Koning van Ierland aan te nemen, kon de kerk zijn titel Heer van Ierland, die door Paus Adrianus IV aan de Engelse koning was toegekend, niet terugtrekken. In de eeuw die daarop volgde, herstelden de Engelse koningen geleidelijk hun gezag over heel Ierland (dat ze tijdens de Rozenoorlogen grotendeels hadden kwijtgeraakt), door middel van zowel geweld als grootschalige kolonisatie door Engelse immigranten.
In Ierland had de katholieke kerk tot op zekere hoogte gehoor gegeven aan de roep tot hervorming die aan het eind van de middeleeuwen overal in Europa te horen was. Toen in Engeland de Anglicaanse Kerk ontstond, gaf dit in het katholieke Ierland aanleiding tot twisten en verdeeldheid. Hendrik VIII wist de Ierse adel aan zich te binden en zo kreeg Engeland de vrije hand de anglicaanse religie in Ierland als staatsgodsdienst in te voeren. Daarmee waren de onenigheden nog niet afgelopen. Regelmatig braken opstanden uit en de Ieren trachtten met Spaanse hulp de onafhankelijkheid te verkrijgen.
In 1641 brak de Elfjarige Oorlog uit, die begon met de opstand van 1641. Hierbij werden vele Engelse protestanten omgebracht, die zich als Engelse en Schotse kolonisten in zogenaamde plantations gevestigd hadden. De Ieren zouden daar zwaar voor boeten. Oliver Cromwell herstelde hardhandig het gezag (Slag bij Drogheda, 1649) en grote gebieden gingen opnieuw in Engelse handen over.
De val van Cromwell bracht in Engeland Karel II terug op de troon. Die wilde de katholieken wel ruimte geven, maar zij dienden dan wel te erkennen dat de paus niet het recht had een koning af te zetten. Zo'n erkenning bleef uit, hetgeen voor Karel aanleiding was op te treden tegen de leiding van de Katholieke Kerk. De aartsbisschop van Armagh, Oliver Plunkett, werd gevangengenomen en in 1681 op ter dood gebracht. Na zijn dood werd Karel opgevolgd door Jacobus II. Deze was zelf katholiek, pro-Ierland en stelde katholieke Ieren aan op hoge posten, wat in het protestantse Ulster tot wrevel leidde.
In 1688 viel Willem III van Oranje-Nassau in naam van zijn vrouw Maria Stuart Engeland binnen met zijn grotendeels Nederlandse troepen en verdreef zijn schoonvader Jacobus II uit Engeland. Willem vond steun in Ulster, terwijl Jacobus II van het Ierse parlement steun kreeg en een Iers-Frans leger tegen Willem verzamelde. Wat volgde was de Williamitische Oorlog in Ierland. Willems overwinning in de Slag aan de Boyne (1690) en de inname van Limerick (1691) brachten Ierland volledig in de Engelse greep. De slag, opnieuw bij Drogheda aan de Boyne, duurde veertien dagen. Willems Nederlandse bevelhebber Godard van Reede verleende schappelijke termen aan de Ieren bij het Verdrag van Limerick (1691) waarbij zij zich overgaven, maar achteraf werden deze, vooral door toedoen van de protestanten die wraak wilden voor de gebeurtenissen van 1641, vrijwel geheel teruggedraaid.
Tot 1782 had het Ierse parlement weinig te zeggen en rooms-katholieken konden geen lid van het parlement worden. Bijna alle macht in Ierland lag in handen van de gouverneur en zijn tweede man, de Chief Secretary for Ireland, die beide altijd van Engelse of Britse adel waren. Onder impuls van Henry Grattan kwam er in 1782 een nieuwe grondwet, die Poynings' Law van 1494 verving.
Na de opstand van 1798 besloot de Britse regering om Ierland bij het Verenigd Koninkrijk te voegen, om zo de Ierse bevolking eerlijkere vertegenwoordiging in de regering te geven en verdere onrust te voorkomen. In 1800 stemde zowel het Britse als het Ierse parlement voor een Act of Union, die in 1801 in werking trad. Hierbij werd het koninkrijk samengevoegd met het koninkrijk Groot-Brittannië om zo het Verenigd Koninkrijk van Groot-Brittannië en Ierland te vormen.

## Monarchen
- 1541 – 1547: Hendrik VIII van Engeland
- 1547 – 1553: Eduard VI van Engeland
- 1553: Jane Grey
- 1553 – 1558: Maria I van Engeland
- 1558 – 1603: Elizabeth I van Engeland
- 1603 – 1625: Jacobus I van Engeland
- 1625 – 1649: Karel I van Engeland
- 1660 – 1685: Karel II van Engeland
- 1685 – 1689: Jacobus II van Engeland
- 1689 – 1694: Maria II van Engeland, samen met haar man Willem III
- 1689 – 1702: Willem III van Oranje-Nassau, regeerde tot 1694 samen met zijn vrouw Maria II
- 1702 – 1714: Anna van Groot-Brittannië
- 1714 – 1727: George I van Groot-Brittannië
- 1727 – 1760: George II van Groot-Brittannië
- 1760 – 1801: George III van Groot-Brittannië